# Anderstorps köping
Denna artikel handlar om den tidigare kommunen Anderstorps köping. För orten se Anderstorp.
Anderstorps köping var en tidigare kommun i Jönköpings län. 

## Administrativ historik
Anderstorps köping bildades 1953 genom en ombildning av Anderstorps landskommun där Anderstorps municipalsamhälle  inrättats  bildats 1943. 1971 ombildades köpingen till Anderstorps kommun som 1974 uppgick i Gislaveds kommun.
Köpingen hörde till Anderstorps församling.
Köpingen ingick i  Östbo och Västbo tingslag.
Vapen saknades

## Geografi
Efter nymätningar och arealberäkningar färdiga den 1 januari 1957 omfattade köpingen den 1 november 1960 en areal av 80,72 km², varav 78,61 km² land.

### Tätorter i köpingen 1960
| Tätort     | Folkmängd |
| ---------- | --------- |
| Anderstorp | 2 426     |
| Tokarp     | 360       |

Tätortsgraden i köpingen var den 1 november 1960 84,8 procent.

## Politik

### Mandatfördelning i Anderstorps köping 1954–66
| 13 | 2 | 6 | 4 |

| 22 |

| 12 | 3 | 5 | 5 |

| 22 |

| 13 | 3 | 5 | 4 |

| 21 | 4 |

|  | 10 | 4 | 5 | 5 |

| 22 |

### Fotnoter
1. ↑  Andersson, Per (1993). Sveriges kommunindelning 1863–1993. Mjölby: Draking. Libris 7766806. ISBN 91-87784-05-X
2. ↑  ”Förteckning (Sveriges församlingar genom tiderna)”. Skatteverket. 1989. http://www.skatteverket.se/privat/folkbokforing/omfolkbokforing/folkbokforingigaridag/sverigesforsamlingargenomtiderna/forteckning.4.18e1b10334ebe8bc80003999.html. Läst 17 december 2013.
3. ↑  Elsa Trolle Önnerfors: Domsagohistorik - Värnamo tingsrätt (del av Riksantikvarieämbetets Tings- och rådhusinventeringen 1996-2007)
4. ↑   (PDF) Folkräkningen den 1 november 1960, I, Folkmängd inom kommuner och församlingar efter kön, ålder, civilstånd m.m.. Stockholm: Statistiska centralbyrån. 1961-09-30. sid. 14. Arkiverad från originalet den 14 oktober 2013. https://web.archive.org/web/20131014172059/http://www.scb.se/Grupp/Hitta_statistik/Historisk_statistik/_Dokument/SOS/Folkrakningen_1960_01.pdf. Läst 26 december 2014
5. ↑  SCB Folkräkningen 1960 del 2 Arkiverad 24 september 2015 hämtat från the Wayback Machine. sida 20 i pdf:en

- Se kartdata överlagrat på OSM (Kartdata)